# Мущени
Мущени или Мещани, Мещян, Мощиян (на гръцки: Μουσθένη, Мустени) е село в Егейска Македония, Гърция, дем Кушница, област Източна Македония и Тракия.

## География
Селото е разположено на 220 m в южните склонове на планината Кушница (Пангео) на река Кастанес. Отдалечено е от Кавала на 20 километра в западна посока. В селото са запазени четири каменни моста - Влаховият, Папуцоглувият, Кондилевият и Яревият. Големият брой каменни мостове на толкова кратко разстояние - общо 4 каменни моста на разстояние от 400 m, свидетелства за икономическия просперитет на Мущени през османския период. На юг от селото е големият многоарков Лъдженски мост.

## История

### Етимология
Според Йордан Н. Иванов името е жителско име от *Мещане от речното име Места, тоест от преселници от поречието на реката или от местното име Мѣсто. За първия случай са сравними племенните имена струмяне, тимочане.

### В Османската империя
В края на XIX век Мущени е голямо гръцко-турско село в Правищка каза на Османската империя.
Александър Синве ("Les Grecs de l’Empire Ottoman. Etude Statistique et Ethnographique"), който се основава на гръцки данни, в 1878 година пише, че в Мостени (Mosthéni) живеят 420 гърци. В селото работи училище.
В 1889 година Стефан Веркович („Топографическо-этнографическій очеркъ Македоніи“) пише:
| „ | Мищена, смесено село; 1 църква, 1 училище, 1 джамия, 1 мюсюлманско училище. Жителите се занимават със земеделие; християните са гърци, мохамеданите помаци. Веднъж в седмицата става пазар. От града е на 3 и половина часа разстояние. | “ |

Към 1900 година според статистиката на Васил Кънчов („Македония. Етнография и статистика“) в Мощиянъ (Мищена) живеят 900 турци и 1300 жители гърци християни.
По данни на секретаря на Българската екзархия Димитър Мишев („La Macédoine et sa Population Chrétienne“) в 1905 година в Мощиян има 1525 гърци.

### В Гърция
В 1913 година селото попада в Гърция след Междусъюзническата война. Според гръцката статистика, през 1913 година в Мущени (Μουσθένη) живеят 1733 души. През 20-те години турското му население се изселва по споразумението за обмен на население между Гърция и Турция след Лозанския мир и на негово място са заселени гърци бежанци, които в 1928 година са 195 семейства с 324 души. Според други данни в селото са заселени 983 бежанци. Според българската статистика от 1941 година в селото има 1896 души
Селото произвежда тютюн и пшеница, както и слънчоглед и детелина.
| Име             | Име               | Ново име    | Ново име   | Описание                                     |
| --------------- | ----------------- | ----------- | ---------- | -------------------------------------------- |
| Карагач         | Καραγάτς          | Фтелия      | Φτελιά     | връх в Кушница, С от Мущени                  |
| Принудес        | Πρίναύδες         | Пурнария    | Πουρνάρια  | местност Ю от Мущени                         |
| Шашли           | Σασλί             | Вурлорема   | Βουρλόρεμα |                                              |
| Чал             | Τσάλι             | Перистера   | Περιστερά  | възвишение в Кушница (480,7 m), СИ от Мущени |
| Чешме Даг Чешме | Τσεσμέ Νταγ Βρύση | Потистрес   | Ποτίστρες  |                                              |
| Батик Чешме     | Μπατὶκ Τσεσμὲ     | Вативрисо   | Βαθύβρυσο  |                                              |
| Кайнак          | Καϊνάκη           | Пиги        | Πηγή       | извор ЮЗ от Мущени                           |
| Деве Буйну      | Ντεβὲ Μουϊνοῦ     | Камила      | Καμήλα     | връх в Кушница, СИ от Мущени                 |
| Кел или Хел     | Κὲλ Λόφος         | Фалахрон    | Φαλαχρόν   | връх в Кушница (1018), С от Мущени           |
| Кара Гьоз тепе  | Καρὰ Γκιόζ Τεπέ   | Маврокорифи | Μαυροκορφή | връх в Кушница, СИ от Мущени                 |
| Медресе Бурну   | Μερτεσὲ Μπουρνοῦ  | Акровуни    | ᾿Ακροβούνι |                                              |

| Година    | 1913 | 1920 | 1928 | 1940 | 1951 | 1961 | 1971 | 1981 | 1991 | 2001 | 2011 | 2021 |
| --------- | ---- | ---- | ---- | ---- | ---- | ---- | ---- | ---- | ---- | ---- | ---- | ---- |
| Население | 1733 | 1342 | 1655 | 1982 | 1904 | 1689 | 1048 | 1004 | 868  | 1075 | 647  | 569  |

В 2006 година Кондилевата къща в селото е обявена за паметник на културата.

## Личности
Родени в Мущени
- Николаос Мартис (1915 – 2013), известен гръцки политик и историк